# رشید مردوف
رشید عَوِضگلدی یویچ مردوف (به ترکمنی: Raşit Öwezgeldiýewiç Meredow) (زادهٔ ۲۹ مه ۱۹۶۰) یک سیاستمدار ترکمنی است که از فوریه ۲۰۰۷ به عنوان معاون رئیس‌جمهور و از ژوئیه ۲۰۰۱ به عنوان وزیر امور خارجه ترکمنستان خدمت می‌کند. وی همچنین از مه تا ژوئیه ۲۰۰۱، ریاست مجمع ترکمنستان را برعهده داشت. او به عنوان یکی از با نفوذترین سیاستمداران در ترکمنستان شناخته می‌شود.

## تحصیلات
او در سال ۱۹۷۷ جهت تحصیل در رشته حقوق وارد دانشگاه دولتی مسکو می‌گردد. در سال ۱۹۸۲ به عنوان استاد گروه قانون و فرایند مدنی در دانشگاه ایالتی ترکمنستان شروع به فعالیت می‌کند. او دوباره در سال ۱۹۸۷ جهت تحصیلات تکمیلی عازم مسکو شده و با درجه فوق لیسانس در رشته قانون و آئین دادرسی مدنی به اتمام می‌رساند.
او بین سال‌های ۱۹۸۷ تا ۱۹۹۰ به عنوان استاد ارشد گروه قانون و فرایند مدنی دانشگاه ایالتی ترکمنستان منصوب می‌شود.

## فعالیت‌ها و سمت‌ها
- از سال ۱۹۹۰ تا ۱۹۹۱ سمت مشاور ارشد وزارت دادگستری ترکمنستان شوروری
- سال ۱۹۹۱ سمت رئیس اجرای قوانین در شورای هماهنگی سازمان‌های تحت نظر رئیس‌جمهور
- سال ۱۹۹۳ سمت رئیس اداره حقوقی رئیس‌جمهور
- از سال ۱۹۹۴ تا ۱۹۹۶ سمت رئیس کمیته حقوقی مجلس ملی ترکمنستان
- از سال ۱۹۹۶ تا سال ۱۹۹۹ سمت معاون مدیرکل مؤسسه ملی دموکراسی و حقوق بشر ریاست جمهوری
- ماه می سال ۱۹۹۹ سمت معاون اول وزیر امور خارجه
- ماه دسامبر سال ۱۹۹۹ سمت معاون اول رئیس مجلس ملی ترکمنستان
- ماه می سال ۲۰۰۱ سمت رئیس مجلس ملی ترکمنستان
- ماه ژوئیه ۲۰۰۱ سمت وزیر امور خارجه
- از سال ۲۰۰۳ تا به امروز در سمت‌های معاون اول رئیس‌جمهور و وزیر امور خارجه

## افتخارات
- نشان عشق به سرزمین پدری
- نشان غیرت و شجاعت
- نشان بصیرت و کوشش (Galkinish)
- مدال بیستمین سالگرد استقلال ترکمنستان